# Rodniki (obwód iwanowski)
Rodniki – miasto w Rosji, w obwodzie iwanowskim. W 2010 roku liczyło 26 310 mieszkańców.